# Réserve naturelle de Borrevannet
La Réserve naturelle de Borrevannet  est une réserve naturelle norvégienne qui est située dans le municipalité de Horten, dans le comté de Vestfold.

## Description
La réserve naturelle de 2,16 km2 a été créée en 1981 et comprend les zones humides et le lac naturel de Borrevannet.
La zone a une importance particulière en tant que lieu de reproduction pour un certain nombre d'espèces d'oiseaux. la zone est également précieuse pour les canards, les échassiers et les petits oiseaux pendant la migration. Plus de 250 espèces d'oiseaux ont également été enregistrées au bord de l'eau. De plus c'est une zone de nidifications pour de nombreuses espèces.
Le but de la conservation est de préserver une zone humide importante dans son état naturel et de protéger son avifaune et sa végétation.